# 제1군 (영국)
영국 제1군(First Army)은 제1차 세계 대전 중이던 1914년에 창설된 영국의 야전군이다. 1918년에는 1차대전이 종결하면서 해체 했지만 1942년 제2차 세계 대전이 발발하면서 다시 창설되었고 횃불 작전 튀니지 전역에 참전했으며 1943년 7월에는 해체되었다.